# لنسینگ (کارولینای شمالی)
لنسینگ (به انگلیسی: Lansing) شهری در ایالت کارولینای شمالی کشور ایالات متحده آمریکا است که جمعیت آن در سرشماری سال ۲۰۱۰ میلادی، ۱۵۸ نفر بوده‌است.